# Glosolalia

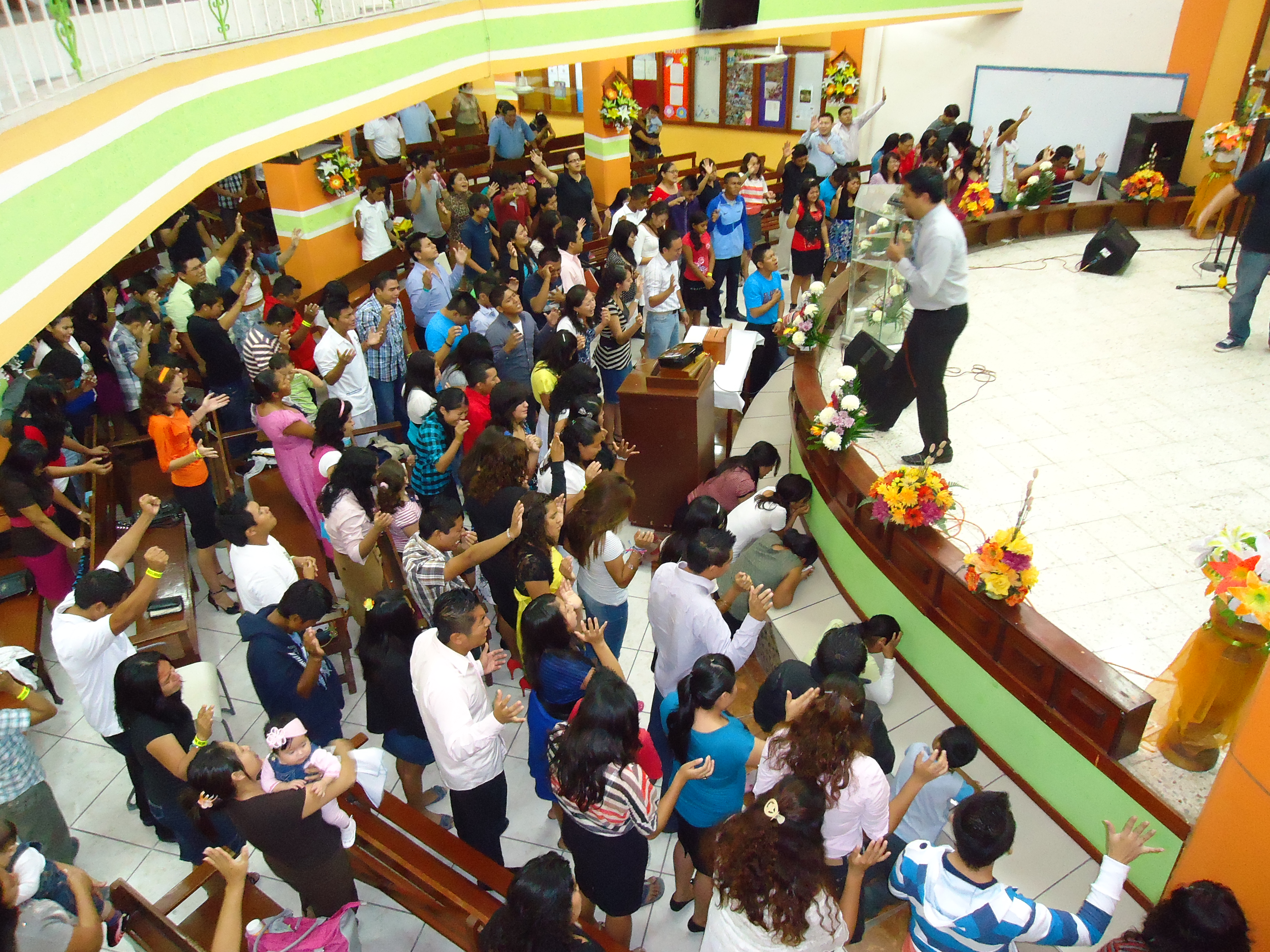
Culto en el Centro de Fe Emanuel de las Asambleas de Dios en Cancún, México. Oraciones con las manos en alto y hablando en lenguas.

La glosolalia, de acuerdo con los lingüistas, es la vocalización fluida de sílabas sin significado comprensible alguno. Diversas confesiones cristianas consideran esta práctica como un carisma o gracia divina, refiriéndose a la misma como «don de lenguas».
El término deriva de «glōssais lalō», una frase del griego (γλώσσα [glossa], ‘lengua’, y λαλεῖν [laleín], ‘hablar’) usada en el Nuevo Testamento (1 Corintios 14:18), aunque ya era mencionado en la literatura clásica griega.[cita requerida] El término relacionado «xenolalia» o «xenoglosia» se usa para describir el fenómeno en el que la lengua que se habla es una lengua natural previamente desconocida para el hablante.

## Psiquiatría
En psiquiatría, la glosolalia se define como un lenguaje ininteligible compuesto por palabras inventadas y secuencias rítmicas y repetitivas, propio del habla infantil y también común en estados de trance o en ciertos cuadros psicopatológicos o problemas neurológicos producidos por distintas causas como las intoxicaciones.

## Glosolalia y xenoglosia
Glosolalia se usa indistintamente muy a menudo con xenoglosia, que también se define como el don de lenguas, si bien en la segunda acepción del Diccionario de la lengua española y no en la primera. El término «xenoglosia» (del gr. ξενο- xeno- 'extranjero', 'extraño' y γλώσσα -glossa, ‘lengua') se reserva a la habilidad sobrenatural o paranormal de vocalizar un idioma existente pero desconocido al que habla o de palabras de un lenguaje espiritual desconocido.

## Críticas
Varios grupos cristianos han criticado al movimiento pentecostal y carismático por prestar demasiada atención a las manifestaciones místicas como la glosolalia.
En las Iglesias protestantes y evangélicas, esta experiencia fue entendida como un don de hablar lenguas extranjeras sin haberlas aprendido (xenoglosia) para la evangelización, cuyo fin estaba profetizado en la Primera Epístola a los Corintios en el capítulo 13, final que correspondería al final de la escritura de la Biblia.
Los teólogos han recordado que en el día de Pentecostés los discípulos que recibieron un bautismo del Espíritu Santo, no hablaron en lenguas desconocidas, sino que alabaron a Dios en otras lenguas que los incrédulos en varias partes del mundo podría entender, haciéndolo un regalo útil para la evangelización.